# Johannes Gantner
Johannes Gantner (* um 1530 in Chur; † Juli 1605 ebenda) war ein Schweizer reformierter Pfarrer. Nach ihm und den Auseinandersetzungen um seine Person benannt ist der sogenannte Gantnerhandel.

## Leben
Johannes Gantner wurde um 1530 in Chur im Kanton Graubünden geboren, wo er wohl auch die Schule besuchte. Von 1554 bis 1558 studierte er an der Universität Basel. Im gleichen Jahr nahm ihn die evangelisch-rätische Synode auf und er übernahm Pfarrstellen in den Dörfern Castiel, Calfreisen sowie Lüen, wo er jeweils der erste mit Namen überlieferte Pfarrer war. Da Gantner als guter Prediger galt, übernahm er die Pfarrstelle in seiner Heimatstadt Chur, wo in der Pestepidemie 1566 beide Stadtpfarrer verstorben waren.

### Der Gantnerhandel
Sein Kollege Tobias Egli, der auf eine andere Churer Pfarrstelle berufen wurde, war ein Streitpartner Gantners. Grund der Auseinandersetzung war der Anhänger der Täuferbewegung und Buchhändler Georg Frell. Da Gantner Frell verteidigt hatte, wurde ihm das Anstellungsrecht als Pfarrer in Chur entzogen. Zudem wurde er aus der Bündner Synode ausgeschlossen. Diese Auseinandersetzung ging als Gantnerstreit in die Geschichte ein. Gantners Nachfolger war Ulrich Campell, der wiederum auch teilweise in den Streit verwickelt wurde.
Die Entscheidung, Gantner zu entlassen, war nicht unumstritten. Manche verlangten, ihn wieder einzusetzen und Egli zu entlassen. Im Juli 1571 befasste sich die Synode mit dem Fall. Das Resultat war eine einjährige Suspendierung Gantners, gegen die er jedoch vor dem Bundestag der Drei Bünde Einspruch erhob, der im November 1571 abgelehnt wurde.
In den nächsten Jahren verhielt er sich ruhig und führte bis 1586 eine Landwirtschaft. Als er in diesem Jahr nach Chur zurückkehrte, hatten sich die Umstände geändert, da seine Feinde inzwischen verstorben waren. Seine Söhne bewirkten, dass die Synode Gantner im Jahr 1586 wiederaufnahm. Zugleich wurde er Pfarrer in Maienfeld. Im Jahr 1596 wurde er auch als Pfarrer zurück nach Chur berufen. Diese Stelle als Antistes an der Martinskirche hielt er inne, bis er im Juli 1605 verstarb.